# مدرسة وايانا الثانوية
مدرسة وايانا الثانوية (بالإنجليزية: Waianae High School) هي مدرسة ثانوية عامة مختلطة في مدينة ومقاطعة هونولولو، هاواي، الولايات المتحدة، على الساحل الغربي (الغربي) لجزيرة أواهو.